# În derivă
În derivă este un serial TV produs de HBO România care prezintă povestea unui psihoterapeut (doctorul Andrei Poenaru interpretat de Marcel Iureș) și ședințele sale de terapie.

## Producție
HBO Central Europe a început la București (mai 2010) filmările pentru În derivă, serial dramatic bazat pe un format de succes, apreciat deja în Israel și în Statele Unite ale Americii. Scenariul e scris și filmat în întregime în limba română.

## Detalii tehnice
- Premiera în România: decembrie 2010.
- Regia: Adrian Sitaru și Titus Muntean.
- Scenariul: Augustin Cupsa, Anca Yvette Grădinariu
- Producător general: Marc Lorber (SVP Original Programming and Production).
- Distribuția: Marcel Iureș, Andreea Bibiri, Tamara Crețulescu ș.a.
- Producători executivi: Aurelian Nica și Andrei Crețulescu (HBO Central Europe).
- Muzică: Ionuț Grigore și Andrei Petre Tatu.
- Producție: © 2010 Film Factor.

## Povestea

### Sezonul 1
Atenție: urmează detalii despre narațiune și/sau deznodământ.
Serialul se concentrează pe una dintre caracteristicile societății moderne, ședința de terapie, văzută prin ochii unui psihoterapeut de succes (dr. Andrei Poenaru) a cărui viață profesională și personală riscă să se destrame. Fiecare episod din cele 45 ale serialului se concentrează pe câte o sesiune de terapie (4 ședințe individuale) între psihiatru și pacienții săi, urmate de câte un episod săptămânal axat pe vizita psihoterapeutului la propriul său terapeut.
În derivă este bazat pe serialul israelian Be Tipul, creat de Hagai Levi și multi-premiat de Academia Israeliană de Televiziune. În 2007, drepturile au fost cumpărate de HBO Statele Unite, care a produs serialul sub numele In Treatment, cu Gabriel Byrne în rolul principal.
Filmările pentru În derivă au durat până în luna august 2010, iar premiera pe HBO România a avut loc în 6 decembrie 2010 la HBO România, în fiecare seară de luni până vineri de la ora 20.30.

### Sezonul 2
În sezonul 2, Andrei Poienaru (Marcel Iureș) este divortat, stă în chirie la mama unei foste paciente și începe să aibă îndoieli despre moartea bruscă a unui pacient din sezonul 1.